# Ibn Muʿādh al-Dschaiyānī
Ibn Muʿādh al-Dschaiyānī oder el-Dschajjani (arabisch ابن معاذ الجياني, DMG Ibn Muʿāḏ al-Ǧaiyānī, spanisch Yayyani de Jaén el Joven) war ein aus Spanien (al-Andalus) stammender arabischer Astronom, Jurist und Mathematiker des 11. Jahrhunderts. Er schrieb die erste bekannte Abhandlung über sphärische Trigonometrie.
Es gibt einen von Ibn Baschkuwāl (gestorben 1183) erwähnten spanischen Gelehrten, Mathematiker und Juristen für Erbrecht mit Namen al-Dschaiyani, der 989 in Cordoba geboren wurde und 1012 bis 1017 in Kairo lebte, doch ist die Identifizierung zweifelhaft, da al-Dschaiyani eine Abhandlung über eine Sonnenfinsternis-Beobachtung in Jaén aus dem Jahr 1079 veröffentlichte. Allerdings war al-Dschaiyani ebenfalls nach Angaben in einem Manuskript Jurist und Richter. Der Name al-Dschaiyani bedeutet aus Jaen.
Von ihm gibt es eine Abhandlung Über das Verhältnis, das Proportionen nach dem fünften Buch der Elemente Euklids behandelt. Er verteidigt Euklids Definitionen und schrieb dazu einen Kommentar. Nach ihm werden – abweichend von griechischer Tradition – fünf Größen in der Mathematik behandelt (Zahl, lineare Ausdehnung, Fläche, Volumen und Winkel). Das stand in Einklang mit einer allgemeinen Unzufriedenheit in der arabischen Mathematik mit der abstrakten Proportionenlehre von Euklid in Buch 5. Al-Dschaiyani zeigte nach Yvonne Dold-Samplonius und Heinrich Hermelink dabei ein Verständnis dieser Proportionenlehre, die erst wieder Isaac Barrow im Westen erreichte. Eine weitere Abhandlung befasste sich mit sphärischer Trigonometrie (Kitab madschhulat qisiyy al-kura, Bestimmung der Bogenlängen auf der Oberfläche der Sphäre), mit Handschriften im Escorial und der Laurenziana in Florenz. Das Buch beeinflusste Regiomontanus.
Von ihm stammt eine Abhandlung über Hydraulik und Wasseruhren (Kitāb al-asrār fī natā’idsch al-Afkār). Zudem befasste er sich mit Astronomie. So berechnete er den Winkel der Sonne unterhalb des Horizonts in der Abend- und Morgendämmerung ziemlich genau zu 18 Grad (das zugehörige Werk wurde als Liber de crepusculis ins Lateinische übersetzt und erschien gedruckt in Lissabon 1541) und veröffentlichte astronomische Tafeln (Tabulae Jahen, von Gerhard von Cremona aus dem Arabischen übersetzt), wobei er auch astrologische Informationen lieferte, wobei er die astrologischen Theorien von al-Chwarizmi, Claudius Ptolemäus und Albumasar zurückwies und stattdessen indische Quellen benutzte. Die Tafeln beruhen auf denen von al-Chwarizmi. Sie enthalten auch Regeln für Berechnungen, die 1549 in Nürnberg in Latein gedruckt wurden (Saraceni cuisdam de Eris).